# Håndalfabet
Hvert bogstav i håndalfabetet har en håndstilling, der repræsenterer bogstavet. Håndalfabetet anvendes typisk til at stave person- og stednavne eller ord, der ikke findes noget tegn for. Håndalfabetet indgår i tegnsprog og tegnstøttet kommunikation, og varierer fra land til land og fra sprog til sprog.